# Leloir途径

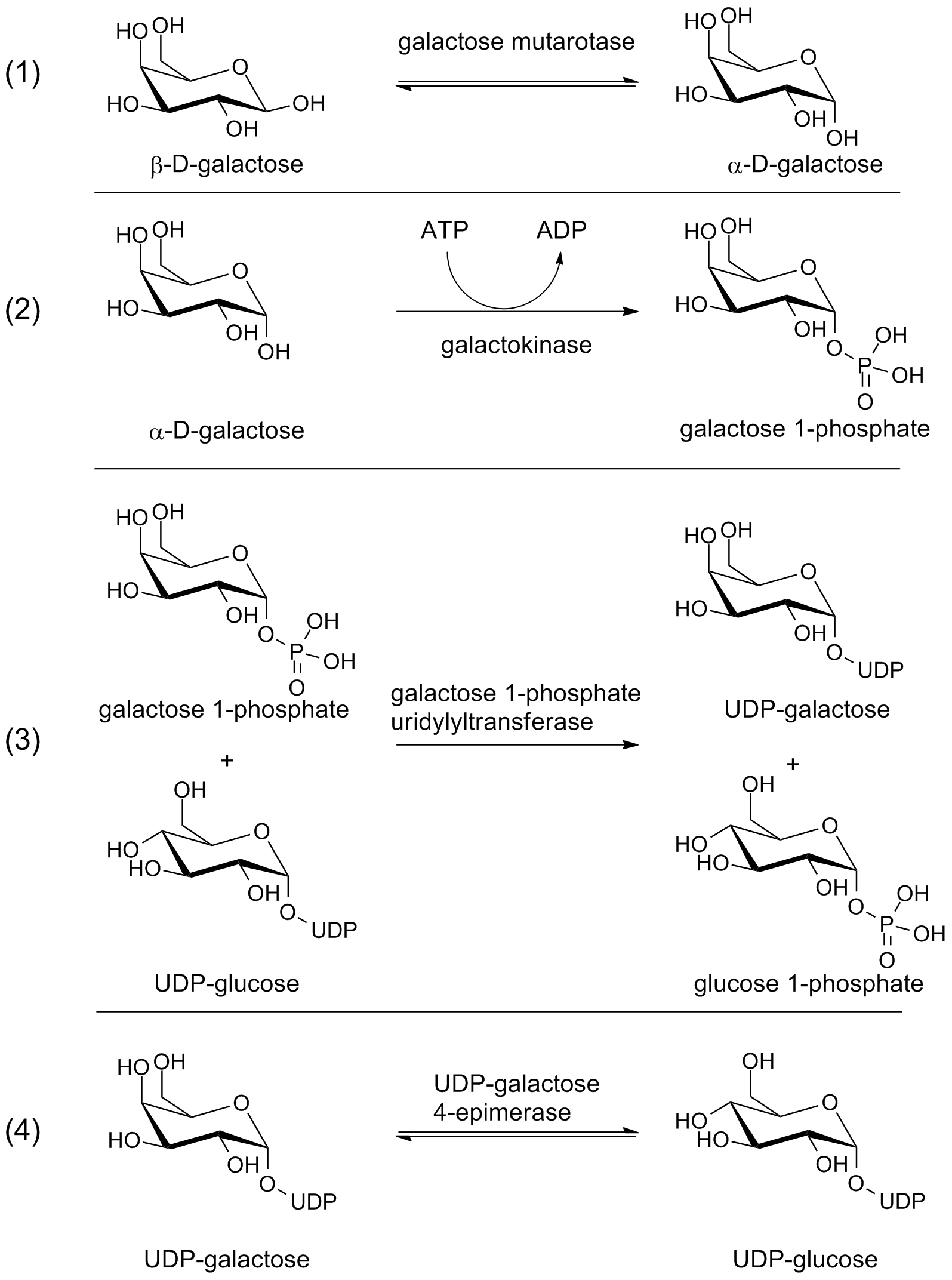
Leloir途径代谢半乳糖的中间产物和酶

Leloir途径（英語：The Leloir pathway）是降解D-半乳糖的代謝途徑，以其发现者卢伊斯·弗德里科·莱洛伊尔（Luis Federico Leloir）命名。
首先，半乳糖变旋酶将β-D-半乳糖转化为α-D-半乳糖来激活这一途径。然后，α-D-半乳糖再由半乳糖激酶磷酸化为半乳糖-1-磷酸。接下来，D-半乳糖-1-磷酸尿苷酰转移酶将UDP-葡萄糖上的尿苷二磷酸基团转移到半乳糖-1-磷酸上形成UDP-半乳糖（另一个产物为D-葡萄糖-1-磷酸）。最后，UDP-葡萄糖-4-差向异构酶再将UDP-半乳糖转化为UDP-葡萄糖重回上一步反应。
另外，磷酸葡萄糖变位酶还可以将D-葡萄糖-1-磷酸转化为D-葡萄糖-6-磷酸。